# سلیمان حمید
سلیمان حمید (انگلیسی: Suleman Hamid؛ زادهٔ ۲۰ اکتبر ۱۹۹۷) بازیکن فوتبال اهل اتیوپی است.
وی همچنین در تیم ملی فوتبال اتیوپی بازی کرده است.